# Johannes Franklin
Pour les articles homonymes, voir Franklin.
Pas d'image ? Cliquez ici

a Compétitions nationales et continentales officielles uniquement.

Dernière mise à jour le 26 novembre 2024.
 Johannes « Hannes » Franklin, né le 6 octobre 1981, à Randfontein en Afrique du Sud, est un joueur de rugby à XV sud-africain évoluant au poste de talonneur (1,81 m, 110 kg).

## Palmarès
- Vainqueur de la Currie Cup First Division : 2007